# Tanji
Tanji é uma vila costeira de pescadores em Gâmbia, ao sul de Kombo South na região ocidental do país. Apesar da praia não ser muito propícia para o turismo, por estar sempre repleta de pescadores e ferramentas para pesca, como redes e barcos, a vila conta com um Museu chamado Tanje Village Museum e se destaca por ser uma das mais visitadas desta região.